# 1957년 4월 30일 일식
1957년 4월 30일 일식은 달이 지구와 태양 사이를 지나면서 태양을 다 가리지 못하고 태양의 가장자리가 고리 모양으로 보이는 금환일식이다. 금환일식은 달의 시직경이 태양의 시직경보다 작아 태양을 다 가리지 못할 때 일어난다. 금환일식은 매우 좁은 지역에서만 관측 가능하며, 대부분의 다른 지역에서는 부분일식으로 관측된다